# Nichtangriffspakt von Gijón
Als Nichtangriffspakt von Gijón, auch Schande von Gijón, wird das Fußballspiel zwischen der deutschen und der österreichischen Nationalmannschaft bei der Fußball-Weltmeisterschaft 1982 in Spanien bezeichnet. Das Spiel fand am 25. Juni 1982 in Gijón statt und endete mit 1:0 für die Bundesrepublik Deutschland.
Berüchtigt wurde die Partie, da die frühe deutsche Führung beiden Mannschaften das Weiterkommen in die nächste Runde erlaubte und das Spiel entsprechend ohne ernsthafte Angriffsbemühungen zu Ende geführt wurde. Ausscheiden musste trotz ebenfalls zweier Siege die Mannschaft Algeriens, deren letztes Vorrundenspiel bereits tags zuvor stattgefunden hatte und dessen Endergebnis beiden Mannschaften entsprechend bekannt war. Als Konsequenz dieser Leistungsverweigerung werden seither die beiden letzten Vorrundenspiele einer Gruppe in großen Turnieren zur selben Zeit ausgetragen.

## Ausgangslage
Sein Auftaktspiel bei der WM 1982 hatte der Europameister Deutschland mit 1:2 gegen Algerien verloren, sich jedoch durch ein 4:1 gegen Chile die Chancen auf einen der beiden ersten Plätze in der Gruppe 2 erhalten. Österreich gewann seine beiden ersten Spiele, hatte das Weiterkommen aber noch nicht gesichert.
Das vorletzte Gruppenspiel zwischen Algerien und Chile war bereits mit 3:2 für Algerien beendet, womit Algerien als erster afrikanischer Mannschaft überhaupt ein Sieg gegen eine südamerikanische Mannschaft gelang. Vor Spielbeginn stellte sich damit der Tabellenstand nach der zu jener Zeit angewandten Zwei-Punkte-Regel wie folgt dar:
| Pl. | Land           | Sp. | S | U | N | Tore    | Diff. | Punkte |
| --- | -------------- | --- | - | - | - | ------- | ----- | ------ |
| 1.  | Österreich     | 2   | 2 | 0 | 0 | 003:000 | +3    | 04:0   |
| 2.  | Algerien       | 3   | 2 | 0 | 1 | 005:500 | ±0    | 04:20  |
| 3.  | BR Deutschland | 2   | 1 | 0 | 1 | 005:300 | +2    | 02:20  |
| 4.  | Chile          | 3   | 0 | 0 | 3 | 003:800 | −5    | 0:60   |

Die Tabelle ordnete man wie üblich zuerst nach Punkten, dann nach Tordifferenz und dann nach der Anzahl der erzielten Tore. Die beiden Erstplatzierten kamen in die nächste Runde. Deutschland musste in der Neuauflage der legendären Partie in Córdoba 1978 also siegen, um weiterzukommen. Bei einem Sieg Deutschlands war es dann vom Ergebnis abhängig, ob Österreich oder Algerien weiterkommt. Bei einem Ergebnis von 5:2 für Deutschland wären Österreich und Algerien punkt- und torgleich gewesen, jedoch Österreich durch den direkten Vergleich weitergekommen, da das Spiel gegen Algerien gewonnen wurde. Bei einer Niederlage mit mehr als drei Toren Unterschied wäre Österreich ausgeschieden; bei drei Toren Unterschied und höchstens einem eigenen Treffer ebenfalls.

## Spieldetails
| BR Deutschland                                            | BR Deutschland | Österreich | Österreich |
| --------------------------------------------------------- | --- | --- | ---------- |
| BR Deutschland                                            | \| 3. Vorrundenspieltag \| \| Freitag, 25. Juni 1982 um 17:15 Uhr in Gijón (El Molinón) \| \| Ergebnis: 1:0 (1:0) \| \| Zuschauer: 41.000 \| \| Schiedsrichter: Robert Valentine ( Schottland) \| \| Spielbericht \|                                                  | \| 3. Vorrundenspieltag \| \| Freitag, 25. Juni 1982 um 17:15 Uhr in Gijón (El Molinón) \| \| Ergebnis: 1:0 (1:0) \| \| Zuschauer: 41.000 \| \| Schiedsrichter: Robert Valentine ( Schottland) \| \| Spielbericht \|       | Österreich |
| BR Deutschland                                            | Toni Schumacher – Uli Stielike – Manfred Kaltz, Karlheinz Förster, Hans-Peter Briegel – Karl-Heinz Rummenigge (66. Lothar Matthäus), Wolfgang Dremmler, Paul Breitner, Felix Magath – Horst Hrubesch (68. Klaus Fischer), Pierre Littbarski Cheftrainer: Jupp Derwall | Friedrich Koncilia – Erich Obermayer – Bernd Krauss, Bruno Pezzey, Josef Degeorgi – Roland Hattenberger, Heribert Weber, Herbert Prohaska, Reinhold Hintermaier – Walter Schachner, Hans Krankl Cheftrainer: Georg Schmidt | Österreich |
| BR Deutschland                                            | 1:0 Hrubesch (11.) | | Österreich |
| BR Deutschland                                            | Hintermaier (32.), Schachner (32.) | | Österreich |
| 3. Vorrundenspieltag                                      | | |            |
| Freitag, 25. Juni 1982 um 17:15 Uhr in Gijón (El Molinón) | | |            |
| Ergebnis: 1:0 (1:0)                                       | | |            |
| Zuschauer: 41.000                                         | | |            |
| Schiedsrichter: Robert Valentine ( Schottland)            | | |            |
| Spielbericht                                              | | |            |

## Spielverlauf
Deutschland begann druckvoll und erarbeitete sich schnell Torchancen. In der 11. Minute erzielte Horst Hrubesch nach einer Flanke Littbarskis das Führungstor für Deutschland. Bei diesem Zwischenstand ergab sich die folgende Tabelle:
| Pl. | Land           | Sp. | S | U | N | Tore    | Diff. | Punkte |
| --- | -------------- | --- | - | - | - | ------- | ----- | ------ |
| 1.  | BR Deutschland | 3   | 2 | 0 | 1 | 006:300 | +3    | 04:20  |
| 2.  | Österreich     | 3   | 2 | 0 | 1 | 003:100 | +2    | 04:20  |
| 3.  | Algerien       | 3   | 2 | 0 | 1 | 005:500 | ±0    | 04:20  |
| 4.  | Chile          | 3   | 0 | 0 | 3 | 003:800 | −5    | 0:60   |

Österreich und Deutschland hätten somit bei diesem Stand die Zwischenrunde erreicht.
Nach dem Tor drückte Deutschland zunächst weiter und erarbeitete sich weitere Torchancen; so kamen noch fünf Ecken für Deutschland zustande. An den Angriffen beteiligten sich auch Defensivspieler wie Stielike, Karlheinz Förster und Hans-Peter Briegel, die weit aufgerückt waren. Österreich versuchte durch Konter auszugleichen. Gegen Ende der ersten Halbzeit verflachte das Spiel jedoch und es war zu erkennen, dass beide Mannschaften jedes Risiko vermeiden wollten. Da es 1982 die Rückpassregel noch nicht gab und der Torwart Bälle mit der Hand aufnehmen durfte, die ihm von einem eigenen Feldspieler zugespielt wurden, ergab sich im Weiteren folgender Spielverlauf: Die ballbesitzende Mannschaft spielte sich in der eigenen Spielhälfte den Ball so lange zu, bis ein gegnerischer Spieler in die Nähe des ballführenden Spielers kam, woraufhin der Ball zum eigenen Torwart zurückgepasst wurde. Vereinzelt wurden lange Bälle in die gegnerische Hälfte gespielt, kamen dort aber nicht beim eigenen Mitspieler an, da diese sehr zurückgezogen agierten. Es gab, vor allem in der zweiten Halbzeit, von keiner der beiden Mannschaften mehr ernstzunehmende Torschüsse und es gab fast keine Zweikämpfe. Der einzige Spieler auf dem Platz, der sich bemühte, nach vorne zu spielen, war der Österreicher Walter Schachner, jedoch ohne Erfolg.

## Reaktionen
Der ARD-Kommentator Eberhard Stanjek äußerte ab der zweiten Halbzeit seine Empörung über das Verhalten beider Mannschaften. Er sprach von einer „Schande“. Im österreichischen Fernsehen forderte Kommentator Robert Seeger (als ein einmaliges Ereignis der österreichischen Sport- und Fernsehgeschichte) in der zweiten Halbzeit die Zuschauer zum Abschalten ihrer Fernsehgeräte auf. Das spanische Publikum (41.000 Besucher) wedelte fast die gesamte zweite Halbzeit mit weißen Tüchern – ein üblicher Brauch, um seinen Unmut zum Ausdruck zu bringen. Eine spanische Zeitung bezeichnete das Spiel als „El Anschluss“. Die Algerier fühlten sich um ihren Einzug in die nächste Runde betrogen und wedelten mit Geldscheinen, was der damalige Abwehrchef Karlheinz Förster so kommentierte: „Für die Unmutsbekundungen der algerischen Fans habe ich schon ein bisschen Verständnis, weil es so aussah, als sei es abgesprochen. Das Spiel konnte man Mitte der zweiten Halbzeit nicht mehr ansehen. Das war ja ein Nichtangriffspakt.“
Die Spieler kommentierten das Geschehen unterschiedlich: Paul Breitner, damals für Deutschland auf dem Platz, sagte 2006 in einer ZDF-Sendung, dass das damalige Verhalten nicht verwerflich sei, schließlich würde jede Mannschaft irgendwann beginnen, ein Ergebnis zu „verwalten“. Beide hätten damit eben nur früher als normal angefangen. Der Österreicher Walter Schachner behauptete später, dass sich in der Halbzeitpause einige Spieler beider Teams geeinigt hätten, es beim 1:0 zu belassen. Er selbst sei darüber nicht informiert gewesen und versuchte weiterhin, ein Tor zu erzielen; erst danach habe er von der Absprache erfahren. Für den österreichischen Torwart Friedl Koncilia, der seinen Mitspielern während des Matchs lautstark und für die Mikrofone gut registrierbar vorwarf, kurz vor dem Einschlafen zu sein, war das Ergebnis dagegen das Resultat der günstigen Konstellation und bedurfte keiner Absprache. Für weitere Empörung sorgte Österreichs Delegationsleiter Hans Tschak, der die Unmutsäußerungen algerischer Zuschauer so kommentierte:

„Natürlich ist heute taktisch gespielt worden. Aber wenn jetzt deswegen hier 10.000 Wüstensöhne im Stadion einen Skandal entfachen wollen, zeigt das doch nur, dass die zu wenig Schulen haben. Da kommt so ein Scheich aus einer Oase, darf nach 300 Jahren mal WM-Luft schnuppern und glaubt, jetzt die Klappe aufreißen zu können.“

Hans Krankl kommentierte das Ergebnis folgendermaßen: „Ich weiß nicht, was man will. Wir sind qualifiziert.“
35 Jahre nach der Partie konzedierte Reinhold Hintermaier im Kicker: „Normalerweise freut man sich ja, wenn man weiterkommt, aber da war keine Freude. Du hast dich [...] gewundert und auch geschämt, dass du [...] da mitgemacht hast. Es war jedem bewusst, dass diese Geschichte kein Ruhmesblatt für uns war.“

## Konsequenzen
Die unmittelbare Konsequenz aus diesem Spiel war, dass seit der Europameisterschaft 1984 die letzten Spiele einer Gruppe bei jedem internationalen Turnier immer gleichzeitig stattfinden. Zwar sind auch in diesem Modus immer noch ähnliche Konstellationen wie in Gijón denkbar, jedoch wesentlich weniger wahrscheinlich.
Auch der später von der UEFA eingeführte direkte Vergleich eröffnet am letzten Spieltag Möglichkeiten der Spielmanipulation, wie etwa bei der Euro 2004 beim Spiel Dänemark gegen Schweden. Selbst für das Spiel in Gijón wären mit direktem Vergleich die Voraussetzungen die gleichen gewesen, auch bei gleichzeitigem Austragen der Spiele. Die Höhe des Sieges von Algerien über Chile wäre in diesem Fall irrelevant gewesen.
Passives bzw. Zeitspiel zu begrenzen war auch einer der Gründe für die Einführung der Rückpassregel durch die FIFA 1992.

## Ähnliche Fälle bei Weltmeisterschaften
Während der WM 2010 in Südafrika verhielten sich die Mannschaften Spaniens und Chiles in den letzten zehn Minuten ihres Gruppenspieles mit einem 2:1 ähnlich wie Deutschland und Österreich 1982. Einige Zeitungen sprachen von einem „Nichtangriffspakt“.
Bei der WM 2014 in Brasilien hingegen gab es vor dem letzten Gruppenspiel Deutschland gegen die USA die Situation, dass ein Unentschieden beiden Mannschaften ein Weiterkommen garantieren würde, was in deutschen Medien vor dem Spiel zu Vergleichen mit Gijón führte, insbesondere da die USA von Löws Vorgänger Klinsmann trainiert wurden. Deutschland gewann das Spiel mit 1:0, der Gegner USA qualifizierte sich aufgrund der besseren Tordifferenz gegenüber Portugal ebenso für das Achtelfinale.
Bei der folgenden WM 2018 trafen Frankreich und Dänemark am letzten Gruppenspieltag aufeinander, wobei Frankreich (das bereits sicher für die nächste Runde qualifiziert war) für den Gruppensieg und Dänemark für das sichere Weiterkommen noch ein Unentschieden benötigten. Da somit beide nicht mehr viel riskieren wollten, wurde es eine tempo- und chancenarme Partie mit dem Endstand 0:0, wodurch einige Medien Vergleiche mit der „Schande von Gijon“ zogen. Aufgrund des Sieges von Peru gegen Australien im parallelen Gruppenspiel hätte Dänemark aber auch bei einer Niederlage das Achtelfinale erreicht.

## Weitere Fälle
Am letzten Spieltag der englischen Football League First Division 1976/77 waren Sunderland, Bristol und Coventry (alle punktgleich) vom Abstieg bedroht. Die Spiele fanden um fünf Minuten zeitversetzt statt. Nachdem es zwischen Coventry und Bristol unentschieden stand und man erfahren hatte, dass Sunderland verloren hatte, schoben die Mannschaften von Bristol und Coventry den Ball nur noch unmotiviert hin- und her, da das Unentschieden nun beiden den Klassenerhalt sicherte.
Zu einer vergleichbaren Konstellation kam es während der U-21-Fußball-Europameisterschaft 2015 zum Nachteil Italiens im letzten Gruppenspiel zwischen Schweden und Portugal. Hier konnten sowohl Portugal als auch Schweden mit einem Unentschieden die nächste Runde erreichen, wobei eine Niederlage für Schweden das Turnieraus bedeutet hätte. Nach dem Ausgleich der Schweden in der 89. Minute griff keine Mannschaft mehr an, die Portugiesen schoben in der dreiminütigen Nachspielzeit lediglich den Ball hin und her.
Bei der folgenden U-21-EM 2017 spielten Italien und Deutschland am letzten Vorrundenspieltag gegeneinander, wobei Italien 1:0 gewann und Gruppensieger wurde. Deutschland erreichte als bester Gruppenzweiter das Halbfinale. Bei jedem anderen Ergebnis wäre die slowakische Mannschaft der beste Gruppenzweite gewesen und entweder Deutschland oder Italien ausgeschieden. So entstand eine Win-win-Situation und keine der beiden Mannschaften unternahm ab etwa fünf Minuten vor dem Spielende und insbesondere in der Nachspielzeit weitere nennenswerte Angriffsaktionen.
Am 37. und damit vorletzten Spieltag der Regionalliga Südwest 2021/22 trennten sich der FSV Frankfurt und die SV Elversberg 1:1 im Frankfurter Stadion am Bornheimer Hang. In den letzten zwölf Minuten des Spiels passten sich die Spieler von Elversberg den Ball zu, während von Frankfurter Seite aus kein Angriff mehr erfolgte. Durch das Unentschieden konnte sich die SV Elversberg den Aufstieg in die 3. Liga sichern, während der FSV Frankfurt dem Abstieg in die Hessenliga entging. Auf der Social-Media-Plattform Twitter benutzen Fans daraufhin den Hashtag #SchandevonBornheim.